# Nerillidae
Nerillidae zijn een familie van borstelwormen (Polychaeta).

## Geslachten
- Afronerilla Faubel, 1978
- Aristonerilla Müller, 2002
- Leptonerilla Westheide & Purschke, 1996
- Meganerilla Boaden, 1961
- Mesonerilla Remane, 1949
- Micronerilla Jouin, 1970
- Nerilla Schmidt, 1848
- Nerillidium Remane, 1925
- Nerillidopsis jouin, 1967
- Paranerilla Jouin & Swedmark, 1965
- Psammoriedlia Kirsteuer, 1966
- Speleonerilla Worsaae, Sterrer & Iliffe, in Worsaae et al., 2018
- Thalassochaetus Ax, 1954
- Trochonerilla Tzetlin & Saphonov, 1992
- Troglochaetus Delachaux, 1921

### Synoniemen
- Akessoniella Tzetlin & Larionov, 1988 => Nerillidium Remane, 1925
- Bathychaetus Faubel, 1978 => Psammoriedlia Kirsteuer, 1966
- Bathynerilla Faubel, 1978 => Nerillidium Remane, 1925
- Dujardinia Quatrefages, 1866 => Nerilla Schmidt, 1848
- Longipalpa Worsaae, Sterrer & Iliffe, 2004 => Speleonerilla Worsaae, Sterrer & Iliffe, in Worsaae et al., 2018
- Xenonerilla Müller, Bernhard & Jouin-Toulmond, 2001 => Meganerilla Boaden, 1961